# Johannes Witte
Johannes Witte (* 15. Februar 1877 in Silligsdorf, Kreis Regenwalde; † 7. August 1945 in Berlin-Buch, vollständiger Name: Johannes Friedrich Wilhelm Konrad Witte) war ein deutscher evangelischer Theologe und Missionswissenschaftler.

## Leben und Wirken
Witte war Sohn des Pastors Martin Konrad Friedrich Witte. Nach Theologiestudium und Ordination wurde er 1903 Pfarrer in der Stadt Zanow im Kreis Schlawe. 1909 trat er als Inspektor in den Dienst des Allgemeinen Evangelisch-Protestantischen Missionsvereins (Deutsche Ostasienmission) und wurde 1915 Direktor. 1910/11 und 1924 unternahm er ausgedehnte Studienreisen nach China und Japan, über die er in mehreren Büchern berichtete.
1922 habilitierte er sich und wurde zum Privatdozent an der Berliner Friedrich-Wilhelms-Universität ernannt. 1927 wurde er hier zum außerordentlichen Professor berufen und trat 1930 als ordentlicher Professor die Nachfolge von Julius Richter auf dem Lehrstuhl für Religionsgeschichte und Missionswissenschaft an. Zunächst geprägt von der Liberalen Theologie, wandte er sich in den späten 1920er Jahren der Dialektischen Theologie zu, was ihn aber nicht davon abhielt, Mitglied der NSDAP und zumindest vorübergehend auch der Deutschen Christen zu werden. Schon vor 1933 kam es jedoch zu Auseinandersetzungen mit Jakob Wilhelm Hauer, die sich in der Zeit des Nationalsozialismus verschärften. Von Mai bis September 1935 war Witte nach der Absetzung Erich Seebergs Interimsdekan der Berliner Theologischen Fakultät. In dieser Zeit denunzierten Hauer und Bernhard Kummer Witte als ehemaligen Freimaurer. Witte hatte bis 1930 dem christlich orientierten Freimaurerorden angehört. Es kam zum Fall Witte: Er wurde zum Rücktritt vom Amt des Dekans gedrängt und ihm die Teilnahme an der  Missionskonferenz in Brüssel untersagt. 1936 wurde er aus der NSDAP ausgeschlossen. Witte bat um Entpflichtung und erhielt einen einjährigen Genesungsurlaub. In dieser Zeit schrieb er Offenbarung nur in der Bibel, eine scharfe Abrechnung mit dem neuheidnischen Aspekt der nationalsozialistischen Weltanschauung. 1939 ließ er sich endgültig auf eigenen Antrag hin wegen Krankheit emeritieren.

## Schriften
- Ostasien und Europa. Tübingen: Mohr 1914
- Völkernot und Völkerhilfe. Berlin : [Allg. ev. protest. Missionsver.] 1916
- Das Buch des Marco Polo als Quelle für die Religionsgeschichte. Berlin: Hutten-Verl. 1916
- Japan und wir. Berlin (: C. Marschner) 1916
- Aus dem Missionsleben draußen für die Arbeit daheim. Berlin: Hutten-Verl., 1920, 2. Aufl.
- Graf Keyserlings Reisetagebuch eines Philosophen und das Christentum. Berlin: Hutten-Verlag 1921
- Die ostasiatischen Kulturreligionen. Leipzig: Quelle & Meyer 1922
- Das Ringen der Weltreligionen um die Seele der Menschheit. Berlin W 57, Pallasstraße 8/9: Allg. Ev.-protestant. Missionsverein 1922
- Auf vulkanischem Boden. Berlin W 57, Pallasstr 8/9: Allgem. Ev.-protestant. Missionsverein 1925
- Sommer-Sonnentage in Japan und China. Göttingen: Vandenhoeck & Ruprecht 1925
- Die evangelische Weltmission, ein Missionslesebuch. Leipzig : Quelle & Meyer, 1926 [Ausg. 1925]
- Buddhismus und Christentum. Göttingen: Vandenhoeck & Ruprecht, [1926]
- Japan heute. Berlin W. 57, Pallasstr. 8/9 : Allgem. Evang.-Prot. Missionsverein 1926
- Die Religionen Ostasiens. Leipzig: Quelle & Meyer 1926
- Mê Ti. Leipzig : J. C. Hinrichs 1928
- Die evangelische Weltmission. Gießen: A. Töpelmann 1928; Leipzig: Quelle & Meyer 1928, 2. verb. Auflage.
- Japan. Leipzig: J. C. Hinrichs 1928
- Die katholische Weltmission als Lebensäußerung der Kirche, als Faktor f. d. Christianisierung der Menschheit. Berlin: Verlag d. Evang. Bundes, 1929
- Das Jenseits im Glauben der Völker. Leipzig: Quelle & Meyer 1929
- Der Buddhismus in Geschichte und Gegenwart. Leipzig: Quelle & Meyer 1930
- D. Martin Luther als rechter Christ und echter Deutscher. Berlin: Verl. d. Evang. Bundes 1934
- Unsere Auseinandersetzung mit der Deutschen Glaubensbewegung. Berlin: Verl. d. Evang. Bundes 1934
- Völkisches Neuheidentum. Berlin: Verl. d. Evang. Bundes 1934
- Der Heliand. Berlin: Verl. d. Evang. Bundes, 1934
- Wie kam das Christentum zu den Germanen? Gotha: Klotz 1934
- Der Weltheiland und das artgemäße Christentum. Berlin-Steglitz: Evang. Preßverband f. Deutschland 1934
- Deutschglaube und Christusglaube. Göttingen : Vandenhoeck & Ruprecht, 1934; 1935, 3. durchges. Auflage.
- Hauers Deutschglaube und die Christus-Botschaft. Berlin: Verl. d. Evang. Bundes 1935
- Die Christus-Botschaft und die Religionen. Göttingen: Vandenhoeck & Ruprecht 1936
- Offenbarung nur in der Bibel. Göttingen: Vandenhoeck & Ruprecht 1937